# Славик, Томаш
Томаш Славик (чеш. Tomáš Slavík, род. 29 апреля 1981 года в Йилемнице) — чешский двоеборец, участник двух Олимпийских игр.
В Кубке мира Славик дебютировал в 2004 году, в январе 2007 года впервые попал в десятку лучших на этапе Кубка мира. Всего на сегодняшний момент имеет 6 попадания в десятку лучших на этапах Кубка мира, 4 в личных и 2 в командных соревнованиях. Лучшим достижением в итоговом зачёте Кубка мира для Славика является 26-е место в сезоне 2007-08.
На Олимпиаде-2006 в Турине стартовал в трёх дисциплинах: командные соревнования - 8-е место, индивидуальная гонка - 37-е место, спринт - 26-е место.
На Олимпиаде-2010 в Ванкувере стал 8-м в команде, кроме того занял 20-е место в соревнованиях с нормального трамплина + 10 км и 25-е место в соревнованиях с большого трамплина + 10 км.
За свою карьеру участвовал в четырёх чемпионатах мира, лучший результат - 6-е место в командных соревнованиях на чемпионате мира 2009 в Либереце.
Использует лыжи производства фирмы Fischer.